# بالما إيل جيوفاني
ياكوبو نيجريتي (1548/50  - 14 أكتوبر 1628المعروف باسم جاكوبو أو جياكومو بالما إيل جيوفاني أو ببساطة بالما جيوفاني يونغ بالما كان رسامًا إيطاليًا من مدينة البندقية ومدافعًا بارزًا عن الفن الإيطاليمدرسة البندقية .